# کیم یه جی
کیم یه جی (کره‌ای: 김예지؛ زادهٔ ۴ سپتامبر ۱۹۹۲) ورزشکار تیراندازی اهل کره جنوبی است.
وی در مسابقات کشوری و بین‌المللی در مجموع برندهٔ ۱ مدال طلا، ۳ مدال نقره، ۱ مدال برنز شده است.